# Forestburg (Alberta)
Pour les articles homonymes, voir Forestburg.
Forestburg est un village (village) du Comté de Flagstaff, situé dans la province canadienne d'Alberta.

## Démographie
En tant que localité désignée dans le recensement de 2011, Forestburg a une population de 831 habitants dans 348 de ses 380 logements, soit une variation de -7.2% avec la population de 2006. Avec une superficie de 2,751 5 km2, village possède une densité de population de 302,017 1 hab/km2 en 2011.
Concernant le recensement de 2006, Forestburg abritait 895 habitants dans 360 de ses 393 logements. Avec une superficie de 2,187 5 km2, village possédait une densité de population de 409,1 hab/km2 en 2006.
| 2001 | 2006 | 2011 | 2016 |
| ---- | ---- | ---- | ---- |
| 870  | 895  | 831  | 875  |

## Personnalités liées à Forestburg

### Nés à Forestburg
- Evan Oberg, joueur professionnel de hockey sur glace